# 湯舟沢森林鉄道
湯舟沢森林鉄道（ゆふねざわしんりんてつどう）とは、岐阜県中津川市と長野県西筑摩郡神坂村（現・中津川市）を結ぶ森林鉄道である。長野営林局坂下営林署が運営していた。湯舟沢森林軌道ともいう。
国鉄（現・JR東海）中央本線落合川駅と接続していた。
木曽川の支流、落合川とその支流の湯舟沢川沿いに存在した。

## 路線データ
- 軌間：762mm
- 動力：内燃（ガソリン？）
- 幹線　落合川停車場 - 湯舟沢停車場（湯舟沢事業所）…9.5km
  - 途中に、神坂停車場がある

## 歴史
- 1928年（昭和3年）：全線開通。
- 1954年（昭和29年）：落合川停車場 - 神坂停車場を休止。トラック輸送に切り替える。
- 1962年（昭和37年）：廃止。
  - 1963年廃止の資料もある。

## 接続路線
- 落合川停車場（中央本線落合川駅）

## その他
- 湯舟沢停車場（湯舟沢事業所）の跡地は、国鉄中津川線神坂駅の予定地となった。しかし、中津川線は未成線となり、神坂駅は幻となった。現在は中津川市により、中津川温泉クアリゾート湯舟沢という日帰り温泉リゾート施設になっている。現在もここには、湯舟沢森林軌道や中津川線神坂駅工事の痕跡があるという。